# L'arena
"L'arena" (títol original en anglès "Arena") és el divuitè episodi de la primera temporada de la sèrie de televisió de ciència-ficció estatunidenca Star Trek. Fou escrit per Gene L. Coon (basat en la història homònima de 1944 de Fredric Brown) i dirigida per Joseph Pevney, l'episodi es va emetre per primera vegada el 19 de gener de 1967.
A l'episodi, mentre busca un vaixell Gorn per un atac aparentment no provat a una posició avançada de la Federació, el capità Kirk és forçat per poderoses entitats a lluitar contra el capità contrari.

## Argument
L'USS Enterprise arriba al lloc avançat Cestus III per invitació del seu comandant, però la tripulació troba el lloc avançat obliterat. El capità Kirk, el primer oficial Spock, el cap mèdic Dr. McCoy, i una força de seguretat baixa per trobar un supervivent que diu que la base va patir un fort bombardeig d'un enemic desconegut. El grup d'aterratge es troba sota el foc des de les proximitats, amb dos de l'equip de seguretat morts en l’intercanvi inicial. L' Enterprise també està sota atac d'una nau desconeguda, la qual cosa impedeix que la tripulació enviï el grup de desembarcament. A la superfície, Kirk troba un llançagranades dels magatzems del lloc avançat i l'utilitza per dispersar les forces alienígenes. La nau alienígena recupera la seva tripulació de la superfície i comença a retirar-se. El grup de desembarcament torna a bord de l’"Enterprise" abans que els persegueixin.
Les dues naus entren en un sector de l'espai inexplorat i, poc després, perden tota la potència de propulsió. L’Enterprise és contactat per una espècie que es diu Metrons, que protegeix amb zel el seu sector de l'espai de les intrusions. Anunciaran que enfrontaran els capitans especials els uns amb els altres en "combat de prova", una batalla cara a cara a mort, i la nau del capità perdedor serà destruïda i l'altra lliure de marxar. El capità Kirk és transportat sobtadament a la superfície d'un asteroide rocós estèril al costat del capità de l'altra nau, que és d'una espècie reptiliana coneguda com Gorn). Els Metron parlen amb Kirk i li expliquen que mentre l'altre capità té comunicació amb la seva nau, a cadascun se li ha donat un dispositiu d'enregistrament vocal que transmetrà les seves paraules a les seves naus; tanmateix, desconeixen que també tradueixen les seves paraules al capità contrari. A Kirk se li diu que l'asteroide té nombrosos recursos que qualsevol capità pot utilitzar per derrotar l'altre. A bord de l’Enterprise, la tripulació pot veure les accions de Kirk.
Kirk intenta comunicar-se amb el Gorn, però no rep resposta. El Gorn rastreja a Kirk, i Kirk s'adona que està físicament superat i confia en la seva velocitat i agilitat per superar el Gorn. Kirk queda atrapat en una trampa de corda posada pel Gorn que li lesiona la cama i el frena. El Gorn finalment es comunica amb Kirk mitjançant un dispositiu de traducció i s'ofereix a treure'l del seu dolor. Kirk acusa els Gorn de ser carnissers, però l'alienígena defensa el seu atac a Cestus III, afirmant que el lloc avançat s'havia construït un lloc que els Gorn consideraven el seu territori. Van veure la presència de la Federació en aquesta part de l'espai com una invasió i un possible preludi d'una invasió a gran escala.
Intentant mantenir-se per davant del Gorn, Kirk descobreix nombrosos minerals i recursos valuosos a l'asteroide, aparentment inútils en aquest moment. S'inspira en trobar tiges de bambú i productes químics en brut que es poden barrejar en una fórmula de pols negra. Construeix una arma improvisada, utilitzant trossos de diamant com a munició. Kirk amb prou feines completa el muntatge quan arriba el Gorn i ho fa, ferint greument el Gorn. Mentre Kirk es prepara per assolir un cop mortal, considera les afirmacions de Gorn que l'atac a Cestus III va ser només en defensa pròpia i li permet viure. De sobte, el Gorn desapareix, i un Metron apareix a Kirk, felicitant-lo no sols per haver guanyat la batalla, sinó també per mostrar el camí avançat de la misericòrdia a l'enemic. Kirk rebutja l'oferta dels Metron de destruir la nau Gorn, fet que va fer que els Metron comentessin que "encara ets una mica salvatge, però hi ha esperança", i que la Federació hauria de tornar a buscar els Metron d'aquí a milers d'anys. De sobte,nKirk es troba de nou a bord de l'Enterprise, les seves ferides es curen i la tripulació es troba a 500 parsecs de l'espai Metron, i la nau Gorn fora del seu abast.

## Repartiment i doblatge al català
La sèrie va ser doblada al català pels estudis Tecni-3 (primera part) i Diálogo (segona part) i emesa a TV3 l’any 1989. Els dobladors de l'episodi foren:
| Personatge                | Actor/actriu     | Veu en català                      |
| ------------------------- | ---------------- | ---------------------------------- |
| James T. Kirk             | William Shatner  | Jordi Boixaderas                   |
| Spock                     | Leonard Nimoy    | Isidre Sola i Llop                 |
| Montgomery Scott 'Scotty' | James Doohan     | Joan Carles Gustems Domènec Farell |
| Hikaru Sulu               | George Takei     | Jaume Nadal Enric Cusí             |
| Nyota Uhura               | Nichelle Nichols | Glòria Roig Azucena Díaz           |
| El Metron                 | Carolyne Barry   | Enric Casamitjana                  |
| Gorn                      | Ted Cassidy      | Joaquim Cardona                    |
| Tim Harold                | Tom Troupe       | Eduard Elías                       |
| Tinent Kelowitz           | Grant Woods      | Antoni Forteza                     |

## Producció

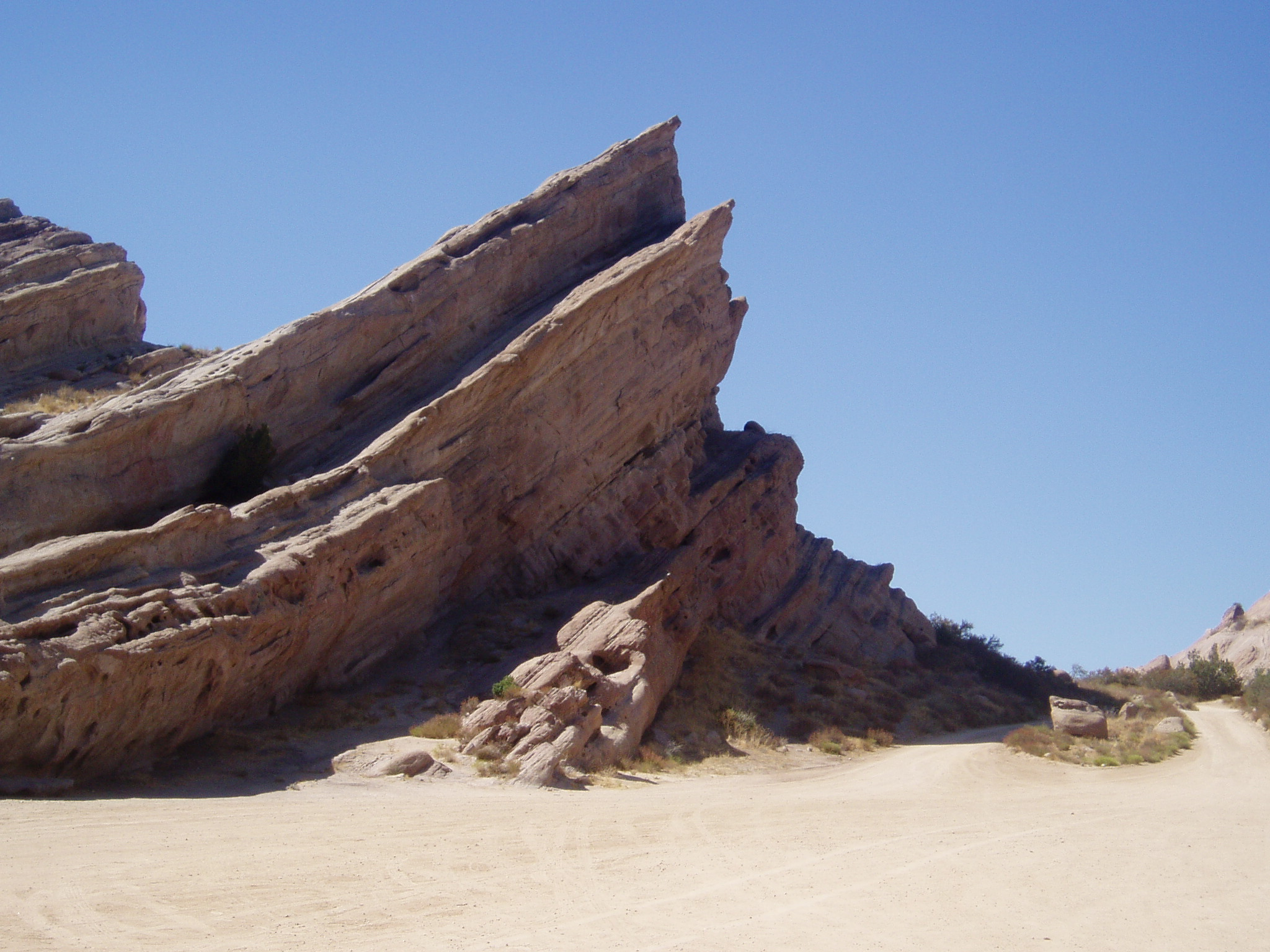
Vasquez Rocks

L'episodi es va rodar en part a Vasquez Rocks, que més tard es va utilitzar com a lloc de rodatge en altres episodis i pel·lícules de Star Trek.
L'episodi va marcar el debut com a director de Joseph Pevney, que va ser contractat per Gene L. Coon.
Les vocalitzacions dels capitans de Gorn van ser proporcionades per l'actor Ted Cassidy, que també va aparèixer en persona a l'episodi de Star Trek "De què són fetes les nenes petites?" i va proporcionar el significat de la veu de Balok. a l'episodi "El truc de la corbomita". El Gorn va ser interpretat pels dobles Bobby Clark i Gary Combs i l'extra Bill Blackburn en primers plans.
William Shatner recorda que s'acostà massa a l'explosió d'un accessori escènic durant el rodatge de l'episodi, provocant un tinnitus, que es torna crònic. Leonard Nimoy també va estar afectat. Shatner el tenia a l'orella esquerra i Nimoy el tenia a l'orella dreta.
"L’arena" va ser el primer episodi de Star Trek que es va emetre en color al Regne Unit (BBC, novembre de 1969).

## Guió
"L’arena" va ser el primer episodi escrit per Gene L Coon. Segons un relat de Herbert F. Solow al llibre Inside Star Trek, The Real Story, la semblança de l'episodi amb la història breu original de Fredric Brown anteriorment reimpresa pot provenir de inspiració subconscient. Després que Coon va escriure el que creia que era un guió original complet, el departament d'investigació de Desilu, dirigit per Kellam de Forest, va notar la similitud. Així, es va acordar que l'oficina d'Afers Comercials de Desilu trucaria a Brown i oferiria un preu just per la història, abans de ser rodada i emesa. Brown, sense saber que el guió ja havia estat escrit, se li va concedir el crèdit a la pantalla de la història.

## Connexions
Aquest episodi va introduir elements en el cànon de Star Trek, incloent l'espècie Gorn, l'espècie Metron i el planeta Cestus III. Més tard, Cestus III s'esmenta com el planeta natal del personatge Star Trek: Deep Space Nine Kasidy Yates, i es fa referència a les novel·les no canòniques de Star Trek.
A la dècada de 2010, l'actor William Shatner va representar la seva batalla lluitant contra el Gorn, per a un anunci del Star Trek videojoc de 2013 (línia de temps de Kelvin). A la ubicació tenen una baralla similar, però té lloc en una sala d'estar moderna i comença amb els dos jugant junts a un videojoc de consola en mode cooperatiu.

## Recepció
El 2009, Zack Handlen de The A.V. Club va donar a l'episodi una qualificació 'A−', assenyalant la influència de l'episodi i l'ús d'un tema Star Trek, la "incertesa de l'exploració".
El 2010, SciFiNow va classificar això entre els 10 millors episodis de la sèrie original.
El 2013, The Hollywood Reporter, va presentar la lluita Kirk vs. Gorn com un dels 15 moments clau de la sèrie original.
El 2016, Newsweek va classificar "L’arena" com un dels millors episodis de la sèrie original, i assenyalen que era un episodi popular de la sèrie original de Star Trek.
El 2016, Empire el va classificar com el 41è millor dels 50 millors episodis de tots els més de 700 episodis de televisió de Star Trek. Assenyalen que Kirk guanya en aquest episodi en no matar un alienígena perillós, anomenat Gorn, sinó mostrant pietat als poderosos alienígenes que els han enfrontat uns contra els altres.
El 2016, IGN va classificar "L’arena" en el lloc 10 d'una llista dels deu primers episodis de la sèrie original.
El 2016, Radio Times va classificar la batalla entre Kirk i Gorn com el setè millor moment de tota la pel·lícula i televisió Star Trek. Noten que L'escena d'acció era filmat a les roques Vasquez al sud de Califòrnia, EUA. També van lloar l'estil d'actuació únic de Shatner als seus registres de missió, i van assenyalar quants aspectes d'aquest episodi són grans exemples del gènere de ciència-ficció en aquest període.
El 2017, Business Insider va classificar "Arena" com el 12è millor episodi de la sèrie original.
El 2017, abans de l'estrena de Star Trek: Discovery, Patrick Cooley de The Plain Dealer va classificar "L’rena" com el sisè millor episodi dels primers 50 anys del franquícia Star Trek.
El 2018, Collider va classificar aquest episodi com el setè millor episodi original de la sèrie. Van lloar el vestuari de Gorn i es van adonar que aquest episodi presenta els poderosos extraterrestres de Metron.
El 2019, Nerdist va incloure aquest episodi a la seva guia de marató de sèries "Best of Kirk".
El 2019, Comic Book Resources va classificar "L’rena" com un dels vuit primers episodis més memorables de l'original Star Trek.
El 2020, PopMatters el va classificar com el sisè millor episodi de la sèrie original.